# يوم العلم (تونس)
يوم العِلم (بكسر العين) هو حدث سنوي في تونس، يوزع فيه رئيس الجمهورية التونسية الجوائز المقدمة من الحكومة لأفضل تلاميذ وطلبة النظام التعليمي في تونس. الفائزين يتم اختيارهم من قبل وزارة التربية ووزارة التعليم العالي والبحث العلمي.

أول تنظيم لهذا الحدث يرجع لسنة 1971 تحت رئاسة الحبيب بورقيبة.

## المكان
ينظم الحفل عادة في قصر قرطاج، إلا أنه بعد الثورة التونسية في 2011 تم تنظيمه في المدرسة الصادقية، ولكن عاد في السنوات القادمة لقصر قرطاج.

## الجوائز
في 2005، كانت الجوائز على النحو التالي:
- جائزة يوم العلم للناجحين في مناظرة الدخول للمدارس الإعدادية النموذجية.
- جائزة رئيس الجمهورية للناجحين في شهادة ختم التعليم الأساسي.
- جائزة رئيس الجمهورية للناجحين في الباكالوريا.
- جائزة رئيس الجمهورية للناجحين في التعليم العالي.
- جائزة رئيس الجمهورية للباحثين العلميين.
- جائزة رئيس الجمهورية للأساتذة الجامعيين.
- جائزة رئيس الجمهورية للمثقفين.

## تنظيم آخر
ينظم حزب حركة النهضة هذا الحفل سنويا وذلك على المستوى الجهوي في كل الجهات (ولايات تونس) في تونس وخارجها.